# BioMérieux

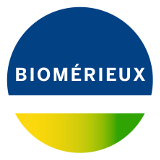
Logo da empresa

bioMérieux é uma empresa francesa especializada em diagnósticos in vitro. Fundado em 1963, está localizado em Marcy-l'Étoile, próximo a Lyon. Presente em mais de 160 países através de 44 localidades, o seu volume de negócios em 2020 ascendeu a 3.100 milhões de euros, dos quais mais de 93% foram gerados a nível internacional.
A empresa oferece serviços de diagnóstico (sistemas, reagentes, software, serviços) que determinam a origem de uma doença ou contaminação. Seus produtos são utilizados principalmente no diagnóstico de doenças infecciosas. Eles também são usados para a detecção de microrganismos em produtos alimentícios, farmacêuticos e cosméticos.